# Гелен Фландерс Дунбар
Гелен Фландерс Данбар (англ. Helen Flanders Dunbar, 14 травня 1902, Чикаго, Іллінойс — 21 серпня 1959, Кент, Коннектикут) — юнгіанський психологиня, психоаналітикиня, одна із засновниць психосоматичної медицини, яку називають «матір'ю психосоматики».

## Життєпис
Народилася в Чикаго, штат Іллінойс, 14 травня 1902 року у заможній родині інженера-електрика й математика Френсіса Вільяма Данбара (1868—1939) та генеалогістки й перекладачки Едіт Ванн Фландерс (1871—1963), дочки єпископального священика. Мала молодшого брата Френсіса (нар. 1906), що отримав ступінь магістра з ботаніки в Стенфорді.
У 1932 році одрудилася з Теодором Пітером Вольфенсбергергом (Теодор П. Вулф), з яким познайомилася під час поїздки Європою, і розлучилася з ним в 1939 році. Вулф організував імміграцію Вільгельма Райха в 1939 році, перекладав більшість його книг і статей.
У 1940 році Данбар вдруге бере шлюб з економістом і редактором «The New Republic» Джорджем Генрі Солом Молодшим (1887—1970), в 1942 році народжує доньку Марсію.
Данбар вчилася у приватних викладачів, відвідувала ряд приватних, в основному, експериментальних шкіл. У 1923 році закінчила коледж Брін-Мар, отримавши подвійний диплом з математики та психології. Інтерес до психології Данбар зберегла на все життя і в наступні сім років отримала чотири різних дипломи. У якийсь момент Данбар вчилася в трьох різних навчальних закладах.
У 1929 році здобула ступінь доктора філософії в Колумбійському університеті.
В 1927 році, під час навчання в Колумбійському університеті записалася в Об'єднану теологічну семінарію (бакалаврат з психології) і в Медичну Школу Єльського Університету, яку закінчила в 1930 році зі ступенем доктора медицини.
Інтереси Данбар пролягали в інтеграції релігії і науки, медицини та психіатрії, і сформувалися ще на початку вищої освіти. Влітку 1925 року вона однією з чотирьох отримала стипендію для видатних учнів Теологічної семінарії, і скористалася винагородою для туру в Європу в 1929 році, де відвідала Психоневрологічний госпіталь, Клініку Віденського Університету. Там познайомилася психоаналітикинею Гелен Дойч, в якої пройшла сеанси аналізу, та її чоловіком лікарем Клінкі Феліксом Дойчем. Під час поїздки Данбар асистувала у психіатричній клініці Університету Цюріха в Бергхольцлі і зав'язала листування з Юнгом про його погляди на релігію. В продовження інтересу до стосунків віри і одужання провела дослідження психічних чинників хвороб, вирушивши в Лурд і інші цілющі святині Німеччини та Австрії, а також навчалася у Антона Бойзена (1876—1965), одного із засновників Клінічного пасторального тренувального процесу в госпіталі Вустера.
Протягом 1930-х і 1940-х була дуже активна в медичному співтоваристві Нью-Йорка.
Після завершення аспірантури Данбар працювала помічницею психіатра в Колумбійському коледжі лікарів і хірургів (1936—1949). Паралельно з 1931 до 1934 року була асистенткою-лікаркою в Пресвітеріанської лікарні та Клініці Вандербільта. Крім того, починаючи з 1930, Данбар обіймала посаду першого директора і медичної радниці Ради з клінічної підготовки студентів-богословів.
Данбар була директором Об'єднаного комітету з питань релігії та здоров'я Федеральної ради церков в Америці і Нью-Йоркської медичної академії з 1931 по 1936 рік. Її доповідь у цьому комітеті «Емоції і тілесні зміни: огляд літератури з психосоматичних взаємин: 1910—1933» стала класикою. Гелен Данбар була інструкторкою Нью-Йоркського психоаналітичного інституту з 1941 по 1949 рік.
В 1942 році Данбар заснувала Американську психосоматичну спільноту і була засновницею і першою редакторкою журналу «Психосоматична Медицина».

## Внесок в науку
Данбар вважала, що психіка і сома, тіло і душа, тісно пов'язані, і лікар повинен стежити і за тим, і за іншим для успішного лікування. Вона прагнула побачити хворих у їхньому світі, і тільки потім інтегрувати цей образ із симптомами. Дослідження Данбар в Колумбійському університеті роботи Данте привели її до «символу усвідомлення», який, подібно до символів в середньовічній і ренесансної літературі, в психосоматичній медицині і психіатрії проливає світло або посилається на безліч значень, подій і станів. Для Данбар інтерес до символів і символізації привертав увагу до цілого, властивості якого завжди більше від простої суми його частин.
Данбар організувала один з перших масових дослідних проектів в психосоматики, який став основним в її кар'єрі. Всебічно вивчивши соціально-психологічний анамнез 1600 пацієнтів і пацієнток, госпіталізованих до Колумбійський Пресвітеріанський госпіталь з 1934 по 1938 рік, Данбар зробила висновок про спільність особистісних рис у хворих з однаковими діагнозами (як правило, хронічними захворюваннями), описавши «особистісні профілі» хворих з виразковою хворобою шлунка і дванадцятипалої кишки, ішемічною хворобою серця, мігренню, цукровим діабетом, бронхіальною астмою, хворих, схильних до травмування і т. ін., згрупувавши збіги пацієнтів за типами особистості: виразковий тип, серцевий тип, артритний тип тощо. За Данбар, дані профілі мають діагностичне, прогностичне і терапевтичне значення, оскільким поєднання визначених особистісних рис призводить до розвитку певної соматичної патології. Емпірична перевірка показала неспроможність цієї особистісно-типологічної теорії[джерело?], однак її цінність, як і цінність психодинамічних концепцій, полягає в фокусі на особистості хворого і емоційних факторах патології, замість зведення діагностики до переліку симптомів.